# Chrismofulvea pinastri
Chrismofulvea pinastri är en lavart som först beskrevs av Erichsen, och fick sitt nu gällande namn av Marbach 2000. Chrismofulvea pinastri ingår i släktet Chrismofulvea och familjen Caliciaceae.   Inga underarter finns listade i Catalogue of Life.